# زيت الوقود

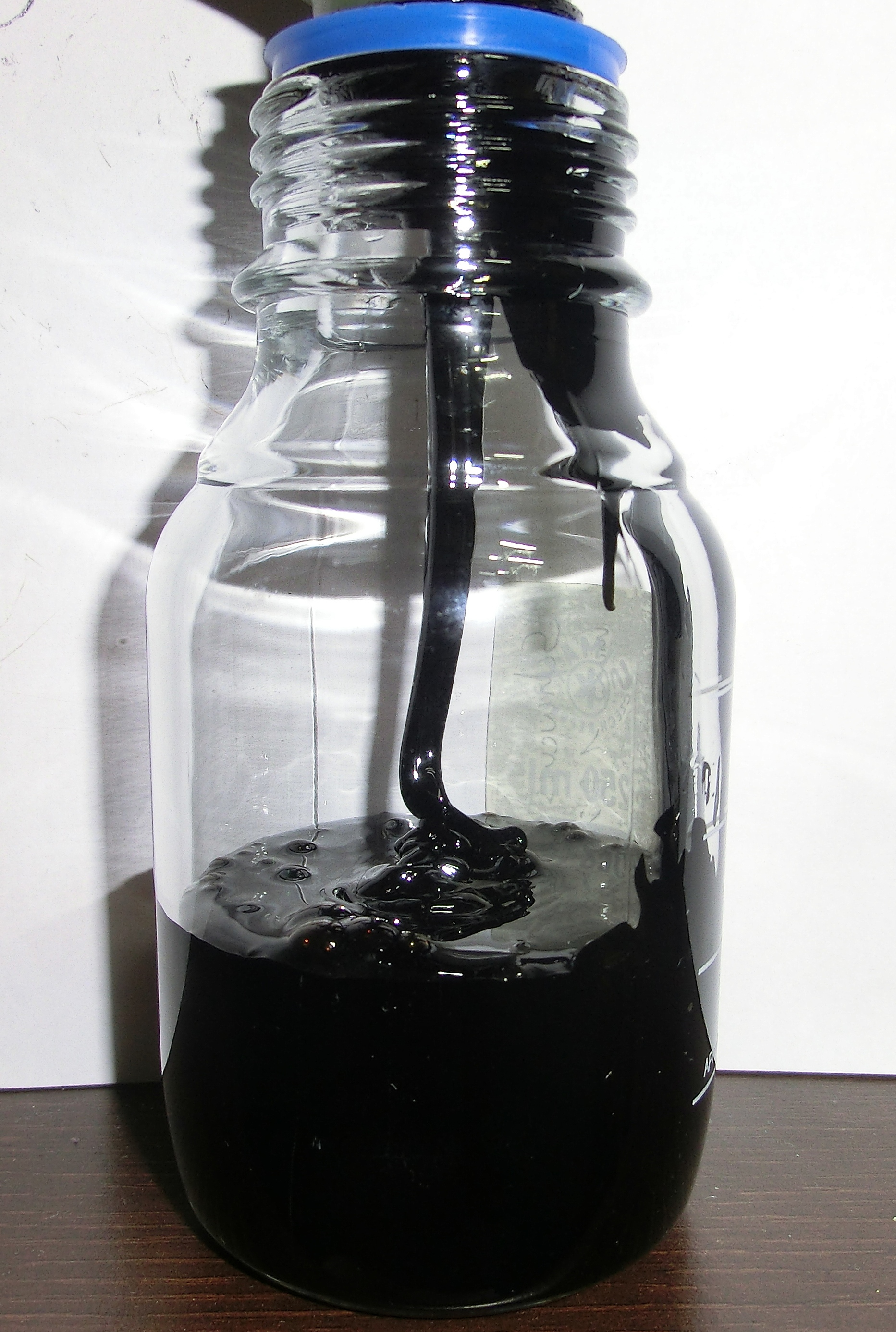

زيت الوقود هو أحد الأجزاء الناتجة عن عملية التقطير المجزأ للنفط الخام. وبصفة عامة، هو أي منتج نفطي سائل ثقيل يحرق في الفرن أو المرجل لتوليد الحرارة أو لتوليد الطاقة الكهربائية أو التحريكية.